# 张晶川
张晶川（1964年2月—），黑龙江青冈人。1980年8月参加工作，1985年8月加入中国共产党。中共中央党校函授学院经济管理专业毕业，哈尔滨商业大学产业经济专业在职研究生学历，高级会计师。
。历任黑龙江省大庆市财政局副局长、局长，黑龙江省财政厅副厅长，中共黑河市委副书记、副市长、代市长、市长，牡丹江市委副书记、副市长、代市长、市长等职。2008年起担任全国人大代表。2011年2月升任市委书记，3月当选市人大常委主任。2015年3月31日任绥化市委委员、常委、书记，提名为绥化市人大常委会主任人选。
2016年11月18日，因涉嫌严重违纪，接受组织调查。